# Surveyor 4
Surveyor 4 (po ang. „geodeta”) – zakończona niepowodzeniem misja amerykańskiej bezzałogowej sondy kosmicznej do badań Księżyca.

## Podstawowe wiadomości o misji
- Data startu: 14 lipca 1967 godz. 11:53 GMT, Przylądek Canaveral
- Planowany rejon lądowania: Sinus Medii (Zatoka Środkowa), koordynaty – 0,4°N, 1,33°W[1]
- Data nieudanego lądowania na Księżycu: 17 lipca 1967 godz. ~ 2:05 GMT[2]
- Rejon roztrzaskania się aparatu: środkowo-wschodni rejon Sinus Medii, dokładne współrzędne nieznane, w przybliżeniu 0,43°N, 1,61°W[2]

## Plan przebiegu misji
Lądownik Surveyor 4 umieszczany był na szczycie rakiety klasy Atlas Centaur LV-3C. Po osiągnięciu orbity, odpalano ostatni człon rakiety, który nakierowywał próbnik na trajektorię lotu w kierunku Księżyca. Na wysokości ok. 3500 km następowało odseparowanie statku od wypalonego członu rakiety, po czym następowała pierwsza faza lądowania. Po osiągnięciu ok. 4 m nad powierzchnią, silniki wyhamowujące miały zostać automatycznie wyłączone, a pojazd miał swobodnie opaść na powierzchnię. Niemobilny próbnik miał za zadanie wykonać przede wszystkim zdjęcia miejsca lądowania.

## Konstrukcja próbnika
Konstruktorem statków serii Surveyor była firma Hughes Aircraft. Masa lądownika Surveyor 4 wynosiła 283 kg. Wysokość pojazdu mającego wylądować na Księżycu wynosiła 3,3 m, średnica zaś 4,5 m. Konstrukcja statku opierała się na aluminiowym szkielecie, do którego przymocowane były różne urządzenia naukowe (m.in. kamera pokładowa), koparka oraz lustra do laserowego pomiaru odległości Księżyca od Ziemi. Na szczycie szkieletu znajdowały się 2 panele baterii słonecznych o łącznej powierzchni 3 m². Moc tych paneli to 85 watów. Jednak wraz z główną, nieładowalną baterią, pojazd dysponował mocą aż 4096 watów. Pojazd posiadał jedną płaską antenę i dwie małe anteny kierunkowe, a także radar pokładowy. Z uwagi na swoje zastosowanie, pojazd wyposażony został oczywiście w silniczki zmniejszające prędkość lądowania, które automatycznie miały wyłączać się na wysokości 3,5 metra nad powierzchnią Księżyca.

## Przebieg misji

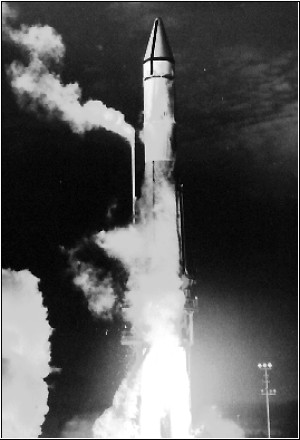
Start rakiety Atlas-Centaur LV-3C z sondą Surveyor 4 na pokładzie

Zadaniem czwartego lądownika serii Surveyor było wylądowanie w centralnej części widocznej z Ziemi półkuli Księżyca, wykonanie bogatej dokumentacji fotograficznej i przeprowadzenie mechanicznej analizy tamtejszego regolitu. Ponadto w ramach tej misji naukowcy chcieli po osadzeniu lądownika, na krótko - podobnie jak planowano to po raz pierwszy uczynić przy misji Surveyora 2 – odpalić jeden z jego trzech silniczków manewrowych i wywołać sztuczną erozję gruntu. Pod koniec pierwszego planowanego dnia pobytu sondy na Księżycu naukowcy chcieli po raz pierwszy w historii uzyskać fotografie wykonane jedynie w odbijanym przez Ziemię świetle słonecznym.
Prawie rok wcześniej w kierunku Zatoki Środkowej skierowano lądownik Surveyor 2, ale uległ on katastrofie, a ten fragment Księżyca był traktowany jako jedno z pierwszych potencjalnych miejsc lądowań ludzi na Księżycu.
Lot sondy w kierunku Księżyca przebiegał bezproblemowo, wszystkie systemy pokładowe włącznie z najważniejszym – systemem napędowym – wydawały się działać bez zarzutu. Ostatnia faza lądowania rozpoczęła się dnia 17 lipca 1967. Wydawało się, że wszystko idzie zgodnie z planem, gdy nagle około 2,5 minuty przed lądowaniem kontrolerzy lotu stracili z sondą kontakt. Czasu na odzyskanie łączności było bardzo niewiele, zdążono wysnuć przypuszczenia przyczyny utraty sygnału – najbardziej prawdopodobną był nieprzewidziany reset komputera pokładowego bądź eksplozja silnika hamującego na dwie sekundy przed planowym końcem jego pracy. W momencie urwania sygnału statek znajdował się 10 km od powierzchni i poruszał się z prędkością 178 m/sek.
Jakakolwiek szansa na odzyskanie łączności prawdopodobnie zaistniałaby, gdyby próbnik znajdował się w dużo większej odległości od Srebrnego Globu, a kontrolerzy lotu dysponowaliby większym zapasem czasu na podjęcie kolejnych prób ponownego nawiązania kontaktu. Niestety, łączności ze statkiem Surveyor 4 już nigdy nie nawiązano, a aparat zamiast miękko i delikatnie wylądować, prawdopodobnie roztrzaskał się o powierzchnię w środkowo-wschodniej części Sinus Medii.

## Efekty misji
Surveyor 4 – aparat księżycowy, niemal identycznie wyposażony jak Surveyor 3 miał zbadać grunt księżycowy w rejonie środka tarczy widocznej z Ziemi. Wyniki miały być skonfrontowane z rezultatami poprzedniej misji tego programu. Jednakże wskutek prawdopodobnej awarii silnika lądownik Surveyor 4 nigdy nie spełnił pokładanych w nim nadziei jako kolejny krok w eksploracji naszego naturalnego satelity.
Wystrzelony w 2009 roku amerykański sztuczny satelita Księżyca, Lunar Reconnaissance Orbiter, przeszukuje powierzchnię Srebrnego Globu w poszukiwaniu zaginionych sond i lądowników, lecz jak dotąd (czerwiec 2013) lądownika Surveyora 4 bądź jego szczątków nie udało się odnaleźć.